# Carpino
Carpino község (comune) Olaszország Puglia régiójában, Foggia megyében, a Gargano-félszigeten.

## Fekvése
A Gargano-félsziget északnyugati részén fekszik.

## Története
A város első írásos említése 1158-ból származik, amikor IV. Adorján pápa a Monte Sacro apátságnak ajándékozta a Castrum Caprelis település melletti templomot. 

## Népessége
A lakosság számának alakulása:

## Főbb látnivalói
- San Cirillo-templom - a 14. század elején alapították.
- San Nicola-templom - a 17. század végén épült.